# Omer Shapira
Omer Shapira (in ebraico עומר שפירא‎?; 9 settembre 1994) è un'ex ciclista su strada israeliana. Scalatrice, attiva in formazioni UCI dal 2017 al 2024, è stata più volte campionessa nazionale in linea e a cronometro.

## Palmarès
- 2017 (Giusfredi-Bianchi, una vittoria)

Campionati israeliani, Prova in linea Elite
- 2018 (Cylance Pro Cycling, una vittoria)

Campionati israeliani, Prova in linea Elite
- 2019 (Canyon-SRAM Racing, una vittoria)

Campionati israeliani, Prova in linea Elite
- 2020 (Canyon-SRAM Racing, due vittorie)

Campionati israeliani, Prova a cronometro Elite
Campionati israeliani, Prova in linea Elite
- 2021 (Canyon-SRAM Racing, una vittoria)

Campionati israeliani, Prova in linea Elite
- 2022 (EF Education-Tibco-SVB, due vittorie)

Campionati israeliani, Prova a cronometro Elite
Campionati israeliani, Prova in linea Elite

### Altri successi
- 2019 (Canyon-SRAM Racing)

1ª tappa Giro d'Italia (Cassano Spinola > Castellania, cronosquadre)
- 2021 (Canyon-SRAM Racing)

Classifica scalatrici Trophée des Grimpeuses Vresse-sur-Semois

## Piazzamenti

### Grandi Giri
- Giro d'Italia

2017: 35ª
2019: 21ª
2020: 29ª

### Competizioni mondiali
- Campionati del mondo

Bergen 2017 - Cronometro Elite: 37ª
Bergen 2017 - In linea Elite: 70ª
Innsbruck 2018 - Cronometro Elite: 27ª
Innsbruck 2018 - In linea Elite: 49ª
Yorkshire 2019 - Cronometro Elite: 13ª
Yorkshire 2019 - In linea Elite: 60ª
Imola 2020 - In linea Elite: 40ª
Fiandre 2021 - Cronometro Elite: 23ª
Fiandre 2021 - In linea Elite: 44ª
Wollongong 2022 - Cronometro Elite: 24ª
Wollongong 2022 - In linea Elite: 54ª
- Giochi olimpici

Tokyo 2020 - In linea: 24ª
Tokyo 2020 - Cronometro: 15ª

### Competizioni europee
- Campionati europei

Tartu 2015 - In linea Under-23: ritirata
Plumelec 2016 - In linea Elite: 36ª
Herning 2017 - In linea Elite: ritirata
Glasgow 2018 - In linea Elite: 44ª
Glasgow 2018 - Cronometro Elite: 23ª
Plouay 2020 - Cronometro Elite: 15ª
Plouay 2020 - In linea Elite: ritirata
Trento 2021 - Cronometro Elite: 18ª
Trento 2021 - In linea Elite: 21ª
Monaco di Baviera 2022 - Cronometro Elite: 20ª
Monaco di Baviera 2022 - In linea Elite: 27ª
- Giochi europei

Minsk 2019 - In linea: 64ª